# Тански мангаби
Тански мангаби (лат. Cercocebus galeritus) је врста примата (Primates) из породице мајмуна Старог света (Cercopithecidae).  

## Распрострањење
Ареал врсте је ограничен на једну државу. Кенија је једино познато природно станиште врсте.

## Станиште
Станишта врсте су шуме, травна вегетација и речни екосистеми. 

## Угроженост
Ова врста се сматра угроженом.